# Ausztriai Margit spanyol királyné
Ausztriai Margit (németül: Margarete von Österreich, spanyolul: Margarita de Austria, portugálul: Margarida da Áustria; Graz, Habsburg Monarchia, 1584. december 25. – El Escorial, Spanyol Király, 1611. október 3.), Habsburg-házi osztrák főhercegnő, aki unokatestvérével, III. Fülöp spanyol királlyal 1599-ben kötött házassága révén spanyol és portugál királyné 1611-ben, néhány nappal nyolcadik gyermeke születését követően gyermekágyi lázban való haláláig.
Margit volt Stájer Károly és Bajorországi Mária Anna hetedik leánya. Tizenöt éves korában házasodott össze az akkor huszonegy éves már király unokatestvérével, III. Fülöppel. Házasságuk végig szeretetteljes és szoros kötelékben telt. Margit nagy befolyással bírt férjére és a spanyol udvarra egyaránt. Buzgó katolikus és a művészetek nagy pártfogója volt. Összesen nyolc gyermeke született, köztük a következő spanyol monarcha, IV. Fülöp király is.

## Élete

### Ifjúkora

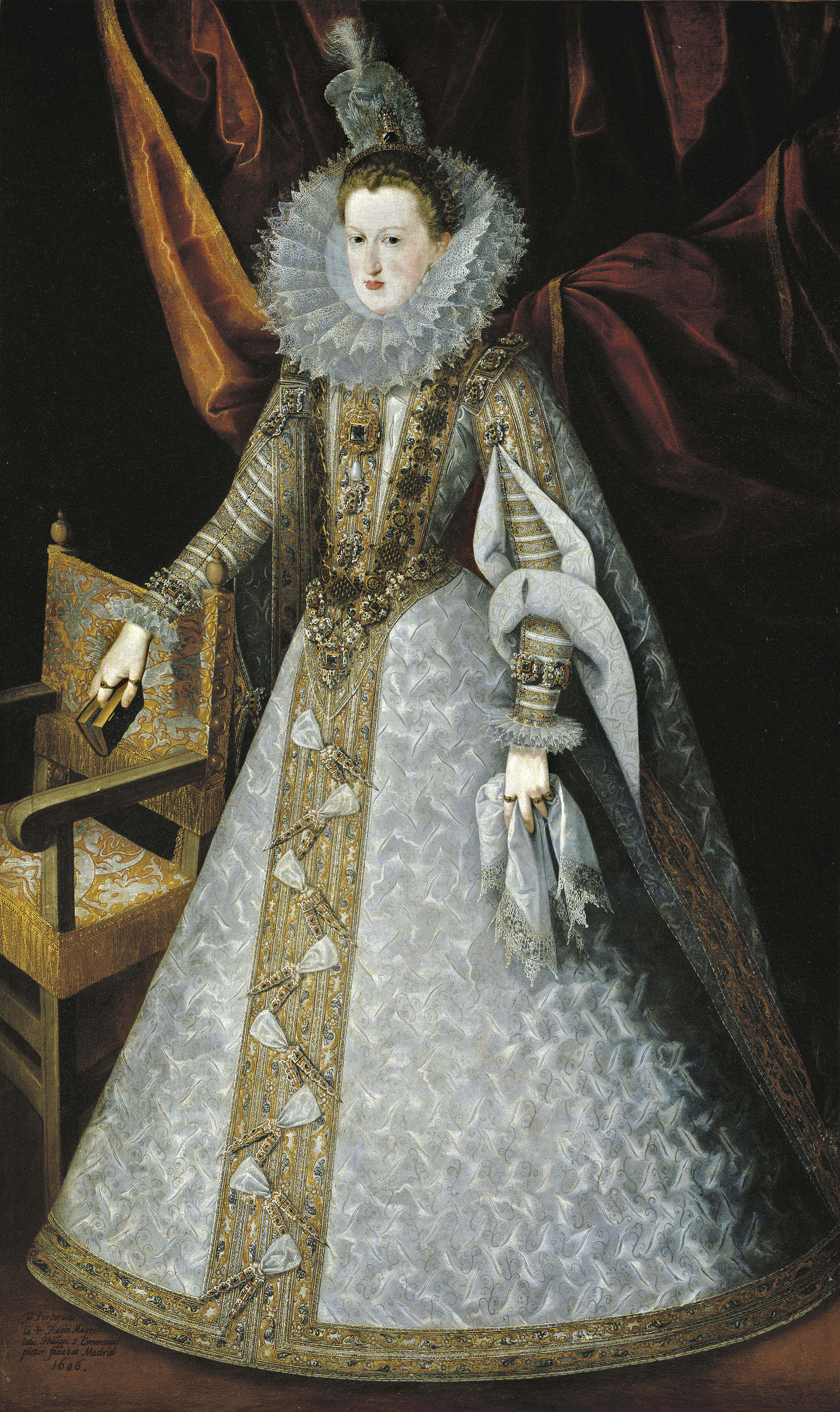
Margit királyné 1606-ban a spanyol Juan Pantoja de la Cruz munkáján

A főhercegnő Grazban született 1584. december 25-én az uralkodó főherceg, Stájer Károly és Bajorországi Mária Anna tizenegyedik gyermekeként, egyben a hetedik leányként. Testvérei között van a későbbi II. Ferdinánd német-római császár, továbbá Anna és Konstancia főhercegnők, akik mind a ketten III. Zsigmond lengyel király hitvesei voltak, valamint Mária Krisztierna, aki Báthory Zsigmond feleségeként még az Erdélyi Fejedelemséget is kormányozta.

### Házassága
Margit főhercegnő tizenöt éves korában, 1599. április 18-án, Valencia városában ment hozzá első-unokatestvéréhez, az akkor már uralkodó III. Fülöp spanyol és portugál királyhoz. A spanyol udvarban hamar befolyásos személlyé vált, Fülöppel szeretetteljes, szoros kötelék alakult ki közöttük. Margit már 1601-ben megszülte első közös leánygyermeküket, 1605-ben pedig megszületett első fiuk és a korona várományosa, a későbbi IV. Fülöp.
A királyné jámbor katolikus volt, egyben ügyes politikus és a művészetek nagy támogatója. II. Miksa császár özvegyével, Mária császárnéval és annak leányával, az apácaként szolgáló Margittal befolyásos kört alkottak és a királyra is nagy befolyást gyakoroltak. Hangsúlyozták a Spanyol Birodalom katolikus hatalomként való működését, valamint a Habsburg-ház egységét is.

#### Gyermekei
Margitnak és Fülöpnek összesen nyolc gyermeke született:
- Anna Mária Mauricia infánsnő (1601. szeptember 22. – 1666. január 20.), XIII. Lajos francia király felesége lett,
- Mária infánsnő (1603. február 1. – 1603. március 1.), csecsemőként meghalt,
- Fülöp infáns (1605. április 8. – 1665. szeptember 17.), apját követvén spanyol király,
- Mária Anna infánsnő (1606. augusztus 18. – 1646. május 13.), hozzáment III. Ferdinánd német-római császárhoz,
- Károly infáns (1607. szeptember 14. – 1632. július 30.), 1621–1629 között az ország trónörököse,
- Ferdinánd infáns (1609. május 16. – 1641. november 9.), bíboros és Spanyol Németalföld helytartója,
- Margit infánsnő (1610. május 24. – 1617. március 11.), gyermekként meghalt,
- Alfonz infáns (1611. szeptember 22. – 1612. szeptember 16.), csecsemőként meghalt.

## Forrás
| Ausztriai Margit Habsburg ház, osztrák ág Született: 1584. december 25. Elhunyt: 1611. október 3. |                                                                                   |                                   |
|                                                                                                   |                                                                                   |                                   |
| Előző Ausztriai Anna                                                                              | Spanyolország, Nápoly és Szicília királynéja 1599. április 18. – 1611. október 3. | Következő Franciaországi Izabella |
| Előző Ausztriai Anna                                                                              | Portugália királynéja 1599. április 18. – 1611. október 3.                        | Következő Franciaországi Izabella |